# Syagrus cocoides
Syagrus cocoides là loài thực vật có hoa thuộc họ Arecaceae. Loài này được Mart. miêu tả khoa học đầu tiên năm 1826.